# Adriaan Geuze

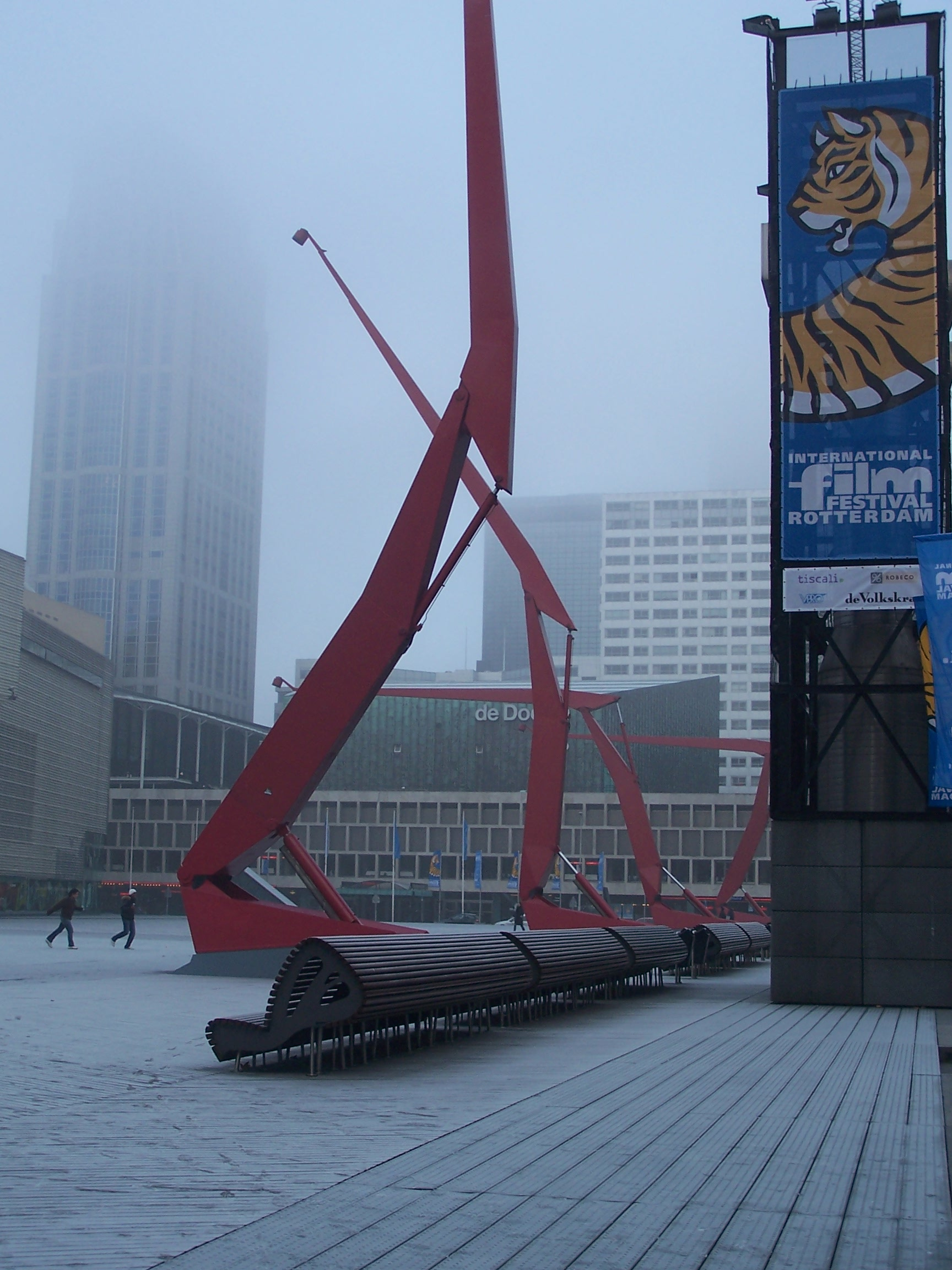
Schouwburgplein, Rotterdam

Adriaan Geuze (Dordrecht, 28 oktober 1960) is een Nederlandse landschapsarchitect en de oprichter en eigenaar van West 8 urban design & landscape architecture BV. 

## Loopbaan
Adriaan Geuze studeerde in 1987 af in Landschaparchitectuur aan de Wageningen Universiteit. Samen met landschapsarchitect Paul van Beek richtte hij in datzelfde jaar het bureau West 8 urban design & landscape architecture BV. op in Rotterdam. Paul van Beek verliet het bureau West 8 in 1994. West 8 groeide uit tot een internationaal bedrijf met kantoren in New York en Brussel. 
In 1990 is hij onderscheiden met de Prix de Rome, categorie stedenbouw en landschapsarchitectuur. In 1995 heeft hij de Maaskantprijs voor jonge architecten uitgereikt gekregen. In 2002 ontving Adriaan Geuze de Rosa Barba First European Landscape Prize en de Veronica Rudge Green Prize for Urban Design van de Harvard Design School. Recentelijk is hij onderscheiden met de American Society of Landscape Architecture (ASLA) Honor Award in 2009, met de AIA Institute Honor Award 2012 en heeft hij de Oeuvreprijs voor de bouwkunst 2011 door het Fonds voor Beeldende Kunst, Vormgeving en Architectuur in ontvangst mogen nemen. Op 4 oktober 2018 ontving Geuze de Klinkenberghprijs.
In 1992 richtte Adriaan Geuze de stichting SLA (Surrealistic Landscape Architecture) op. Ook werd Adriaan Geuze gevraagd als gastcurator voor de tweede Architectuur Bienale in Rotterdam in 2005 met als thema ‘the Flood’.
Eind jaren 90 werd hij benoemd tot bijzonder hoogleraar woningbouw aan de faculteit Bouwkunde van de TU Delft. Van 1994 tot 2007 was hij gastdocent aan Harvard University. Nog regelmatig geeft hij lezingen en gastcolleges aan universiteiten.
Adriaan Geuze is sinds 2014 lid van de Akademie van Kunsten.

## Werk
West 8 heeft onder meer een radicaal concept ontworpen voor de beplanting rond luchthaven Schiphol en voor een opvallend schelpenlandschap aan de voet van de Oosterscheldekering. Ook was het bureau verantwoordelijk voor de herinrichting van het Rotterdamse Schouwburgplein in de jaren negentig, en voor het masterplan voor Borneo-Sporenburg in Amsterdam. Naast projecten in Nederland is West 8 ook op internationaal niveau betrokken bij grote projecten, zoals Governors Island Park in New York, Toronto Central Waterfront (Queens Quay Boulevard) en Madrid Río, een park in de Spaanse hoofdstad Madrid.
Een belangrijk thema voor West 8 is het bijdragen aan oplossingen tegen de afname van natuur- en recreatiegebieden door de toenemende verstedelijking. West 8-studies beslaan onder andere de ontwikkeling van de Happy Isles voor de kust van Duinkerke tot Texel. Deze zouden 25 kilometer westwaarts vanaf de huidige kustlijn komen te liggen, met als primaire taak Nederland te beschermen tegen de golven.

## Persoonlijk leven
Adriaan Geuze is getrouwd met de actrice Jacqueline Blom. Samen hebben ze drie kinderen.
- Bibliothèque nationale de France: cb145410250 (data)
- Digitale Bibliotheek voor de Nederlandse Letteren: geuz004
- Gemeinsame Normdatei: 119352001
- International Standard Name Identifier: 0000 0000 8371 5095
- Library of Congress Control Number: n94052167
- NARCIS: PRS1330525
- Nationale Bibliotheek van Israël: 987007433952905171
- Nederlandse Thesaurus van Auteursnamen: 108685799
- RKD-Nederlands Instituut voor Kunstgeschiedenis: 103376
- Système universitaire de documentation: 077316436
- Union List of Artist Names: 500229074
- Virtual International Authority File: 34694994
- WorldCat: E39PBJr7QQ3QKc7mQ3cxtxXjmd